# Silene yemensis
Silene yemensis är en nejlikväxtart som beskrevs av Defl. Silene yemensis ingår i släktet glimmar, och familjen nejlikväxter. Inga underarter finns listade i Catalogue of Life.